# Ghézo
Guézo, transcrit aussi Ghézo ou Gezo, né prince Gakpe, est traditionnellement (si on ne compte ni Adandozan, ni la reine Hangbè) le neuvième roi d'Abomey (royaume de Dahomey, aujourd'hui Bénin). Il régna de 1818 à 1858.

## Biographie

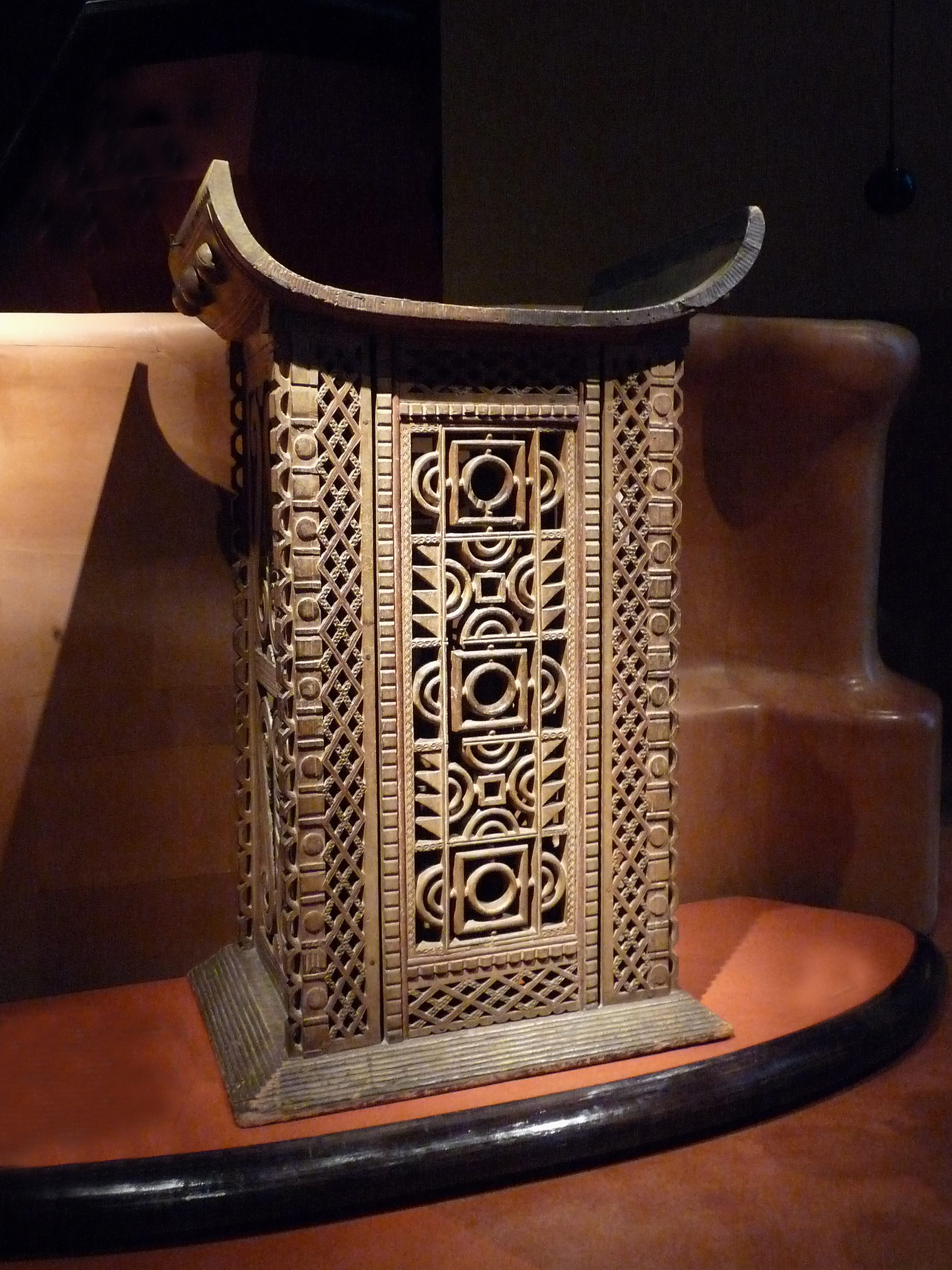
Trône du roi Ghézo.

Ghézo réorganise son royaume, rétablit la paix civile, constitue une armée puissante et bien entraînée, célèbre par son corps d'amazones. Il attaque les Yorouba et se libère du tribut dû à l'État d'Oyo. Il capture de nombreux Africains pour les vendre sur la côte, mais introduit des cultures nouvelles pour remplacer le commerce des esclaves qu’il sent menacé.

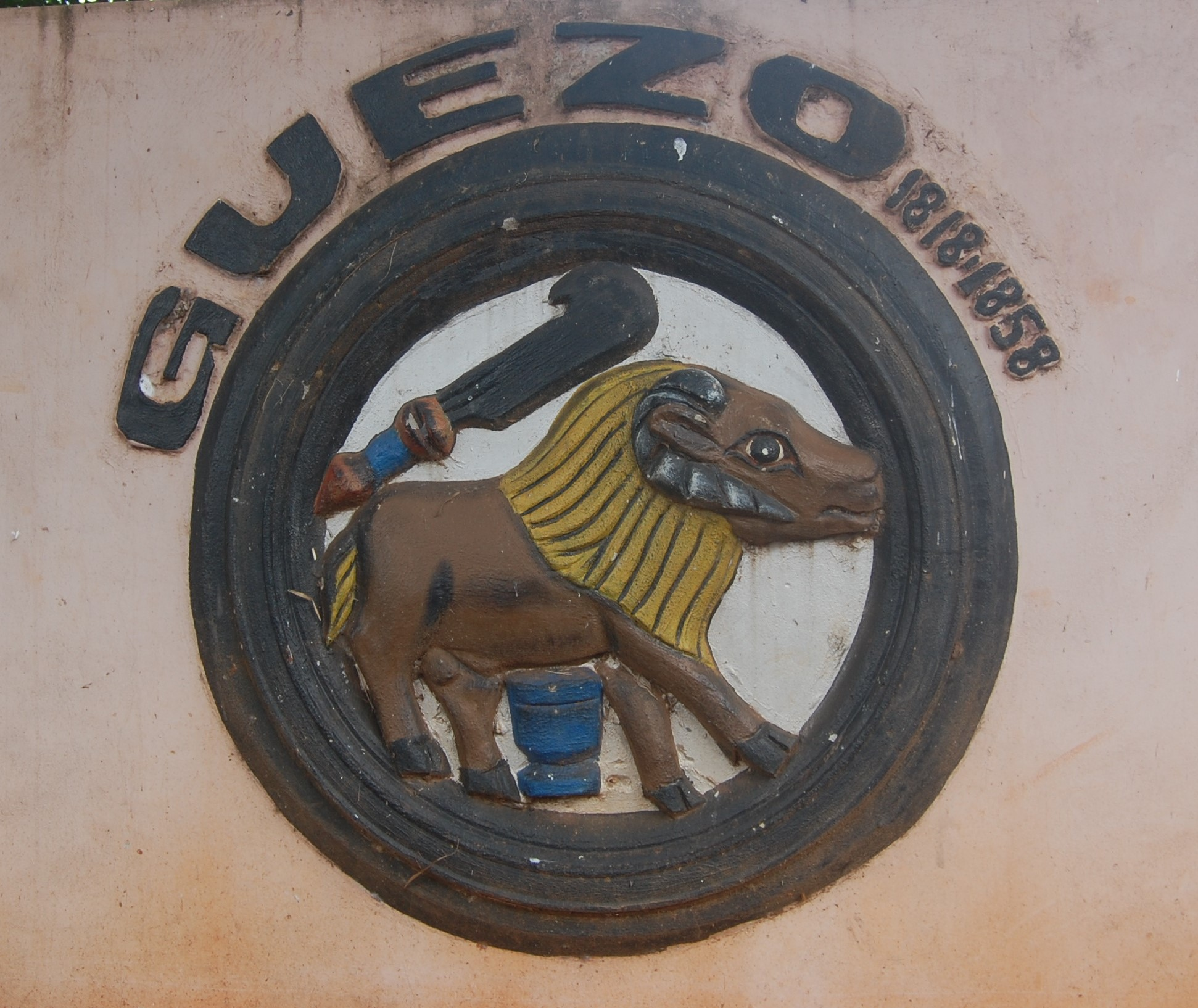
Symbole du roi Guezo au mur de la place Goho à Abomey au Bénin en 2020.

Le commerçant « brésilien » Francisco Félix de Souza, dit Chacha, participe à la prise de pouvoir de Ghézo après s’être enrichi par la traite sur la Côte des Esclaves depuis 1788. Il devient l'un des dignitaires les plus puissants du royaume d’Abomey et à sa mort en 1858 ses fils héritent de sa charge.

## Représentations dans les arts
Dans le film The Woman King réalisé par Gina Prince-Bythewood en 2022, et situé en 1823, le roi Ghézo est interprété par John Boyega.

### Documents sonores
- L'histoire de Guedegbé, devin des rois Ghézo, Glèlè et Béhanzin, conférence de Daa Bachalou Nondichao enregistrée au Salon de lecture Jacques Kerchache le 14 janvier 2010, dans le cadre de l'exposition Artistes d'Abomey, Musée du quai Branly, Paris, 2010, 1 h 13 min (CD)
- "Dahomey", film de Mati Diop, sorti en septembre 2024, évoquant le Roi Gezo avec la statue numéro 26 qui le représente.